# 東星航空

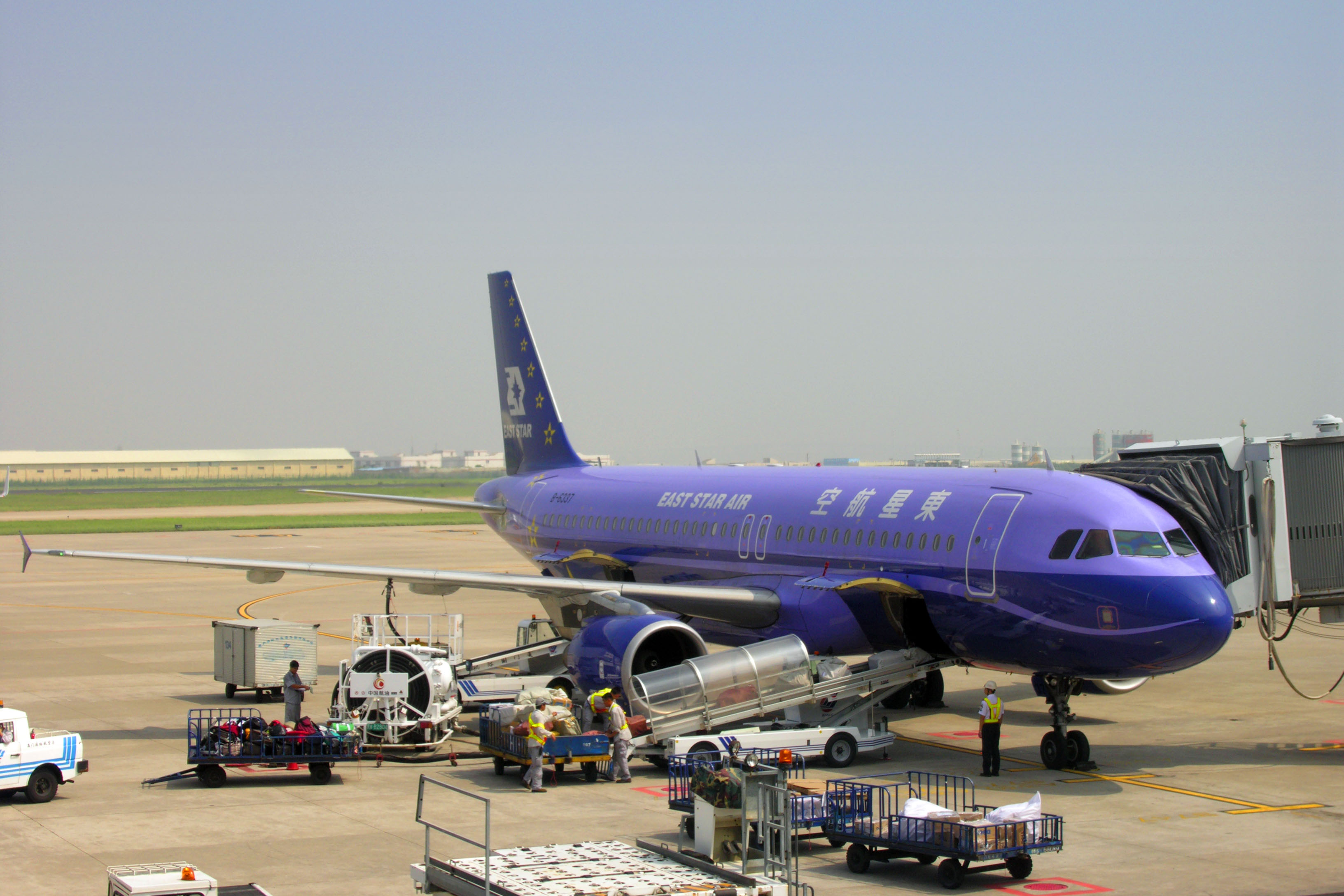
東星航空のエアバスA320（アモイで撮影）

東星航空（とうせい-こうくう）は中華人民共和国湖北省武漢市の武漢天河国際空港を本拠地とする航空会社である。中国民航の流れを汲まない私有航空会社であった。また中国で初めて破産宣告を受けた航空会社となった。

## 概要
2005年5月16日に民航総局から会社設立が認可された。中国東星集団有限会社傘下の武漢東星国際旅行会社有限会社と湖北東盛土地建物有限会社、湖北美景旅遊投資有限公司の各社による共同出資が当航空会社に行われた。ハブ空港を武漢におきサブハブ空港を広州においていた。
主に国内航路を運航していたが、2007年11月6日に、チャイナエアラインとの共同で武漢から香港やマカオを経由する台湾路線を毎日1便運航することになった。またシンガポールやタイへも航空路線を2008年の旧正月から開設した。
しかし国営新華社通信によると、債務返済能力と管理能力の問題により、2009年3月15日から運航の一時停止を民航総局に命じられた。同年8月26日、湖北省武漢市中級人民法院が破産宣告をした。

## 運航機材
運航停止時
- エアバスA319-100　3機
- エアバスA320-200　3機（7機発注中）